# Bonaventure Kalou
Pour les articles homonymes, voir Bonaventure et Kalou.
Bonaventure Kalou, né le 12 janvier 1978 à Oumé (Côte d'Ivoire), est un footballeur international ivoirien évoluant au poste d'attaquant.
Il est le frère aîné de Salomon Kalou.

## Biographie

### Carrière de footballeur
Après s'est fait remarquer aux Pays-Bas lors de son passage au Feyenoord Rotterdam où il remporte la Coupe de l'UEFA en 2002, Bonaventure Kalou est découvert en France lors de son passage à l'AJ Auxerre. Il y remporte la Coupe de France en 2005, juste avant de s'engager au Paris Saint-Germain. 
Lors de son premier match officiel avec le PSG (Ligue 1 contre le FC Metz au Parc des Princes le 5 août 2005), Kalou réalise trois passes décisives et marque un but. Il connaît ensuite une saison en dents de scie, avec notamment un passage en équipe réserve lors de l'arrivée de Guy Lacombe aux commandes de l'équipe première. En fin de saison, il marque un des deux buts du PSG face à l'Olympique de Marseille en finale de la Coupe de France (victoire 2-1). Avec l'arrivée de Paul Le Guen, Bona glisse sur le banc puis une blessure signe sa fin de saison.
Fin juillet 2007, il rejoint le RC Lens pour 1,5 million d'euros lors du mercato d'été et retrouve son ex-mentor Guy Roux, ainsi que d'anciens coéquipiers comme Kanga Akalé ou Luigi Pieroni. Après un début de saison délicat, l'entraîneur démissionne après seulement quatre journées de championnat et Kalou n'est plus désiré par la direction du club. À peine un mois après avoir quitté le Paris Saint-Germain et après avoir joué seulement six matchs, il signe ainsi un contrat de deux ans avec le club émirati d'Al Jazira Abu Dhabi, le 4 septembre 2007. Le 4 février 2008, cinq mois après son arrivée, le club d'Al Jazira met un terme à son contrat.
Bonaventure Kalou se retrouve alors au chômage jusqu'à la fin de la saison, la FIFA interdisant à tout joueur de porter plus de deux maillots différents en matchs officiels dans une seule saison.
En juin 2008, il retrouve un club et le championnat néerlandais, en s'engageant avec le SC Heerenveen et met fin à sa carrière en 2010.

### Reconversion
Cofondateur de la fondation Kalou ( KALOU FOUNDATION ) avec son frère cadet en 2009.
En octobre 2018, il est élu maire de Vavoua, ville du centre de la Côte d'Ivoire, peuplée d'environ 100 000 habitants au cœur du district de Vavoua lui même peuplé d'environ 400 000 habitants. Il veut alors profiter de sa carrière de footballeur pour nouer des partenariats, notamment en France. Son quotidien de maire est délicat puisque sa non-affiliation à un parti lui bloque certains financements. Un an après son élection, il déclare ne pas avoir d'ambition présidentielle.

## Statistiques
| Saison                | Club                  | Championnat           | Championnat | Championnat | Coupe nationale | Coupe nationale | Coupe de la Ligue | Coupe de la Ligue | Supercoupe | Supercoupe | Compétition(s) continentale(s) | Compétition(s) continentale(s) | Compétition(s) continentale(s) | Supercoupe UEFA | Supercoupe UEFA | Total | Total |
| Saison                | Club                  | Division              | M.          | B.          | M.              | B.              | M.                | B.                | M.         | B.         | Comp.                          | M.                             | B.                             | M.              | B.              | M.    | B.    |
| 1997-1998             | Feyenoord Rotterdam   | Eredivisie            | 12          | 3           | -               | -               | -                 | -                 | -          | -          | -                              | -                              | -                              | -               | -               | 12    | 3     |
| 1998-1999             | Feyenoord Rotterdam   | Eredivisie            | 28          | 3           | -               | -               | -                 | -                 | -          | -          | -                              | -                              | -                              | -               | -               | 28    | 3     |
| 1999-2000             | Feyenoord Rotterdam   | Eredivisie            | 29          | 7           | -               | -               | -                 | -                 | -          | -          | C1                             | 12                             | 2                              | -               | -               | 41    | 9     |
| 2000-2001             | Feyenoord Rotterdam   | Eredivisie            | 25          | 10          | -               | -               | -                 | -                 | -          | -          | C3                             | 6                              | 2                              | -               | -               | 31    | 12    |
| 2001-2002             | Feyenoord Rotterdam   | Eredivisie            | 24          | 2           | 1               | 0               | -                 | -                 | -          | -          | C1+C3                          | 4+8                            | 0+1                            | -               | -               | 37    | 3     |
| 2002-2003             | Feyenoord Rotterdam   | Eredivisie            | 31          | 10          | 4               | 2               | -                 | -                 | -          | -          | C1                             | 6                              | 0                              | 1               | 0               | 42    | 12    |
| 2003-2004             | AJ Auxerre            | Ligue 1               | 32          | 10          | 2               | 1               | 3                 | 1                 | 1          | 0          | C3                             | 7                              | 3                              | -               | -               | 45    | 15    |
| 2004-2005             | AJ Auxerre            | Ligue 1               | 31          | 9           | 3               | 3               | 1                 | 0                 | -          | -          | C3                             | 12                             | 6                              | -               | -               | 47    | 18    |
| 2005-2006             | Paris SG              | Ligue 1               | 28          | 9           | 2               | 2               | 1                 | 0                 | -          | -          | -                              | -                              | -                              | -               | -               | 31    | 11    |
| 2006-2007             | Paris SG              | Ligue 1               | 27          | 2           | 3               | 3               | 1                 | 0                 | 1          | 0          | C3                             | 9                              | 2                              | -               | -               | 41    | 7     |
| 2007-2008             | RC Lens               | Ligue 1               | 4           | 0           | -               | -               | -                 | -                 | -          | -          | CI+C3                          | 1+1                            | 0+0                            | -               | -               | 6     | 0     |
| 2007-2008             | Al-Jazira             | Pro League            | -           | -           | -               | -               | -                 | -                 | -          | -          | -                              | -                              | -                              | -               | -               | 0     | 0     |
| 2008-2009             | Heerenveen            | Eredivisie            | 19          | 2           | 3               | 2               | -                 | -                 | -          | -          | C3                             | 1                              | 0                              | -               | -               | 23    | 4     |
| 2009-2010             | Heerenveen            | Eredivisie            | 4           | 0           | 1               | 0               | -                 | -                 | -          | -          | C3                             | 2                              | 0                              | -               | -               | 7     | 0     |
| Total sur la carrière | Total sur la carrière | Total sur la carrière | 294         | 67          | 19              | 13              | 6                 | 1                 | 2          | 0          | -                              | 69                             | 16                             | 1               | 0               | 391   | 97    |

### Statistiques générales au 19 juillet 2007
- 52 sélections et 12 buts avec l'Équipe de Côte d'Ivoire
- 22 matchs et 2 buts en Ligue des Champions
- 46 matchs et 14 buts en Coupe de l'UEFA
- 150 matchs et 36 buts en Eredivisie
- 118 matchs et 30 buts en Ligue 1

## Palmarès

### En sélection nationale
- Finaliste de la Coupe d'Afrique des nations en 2006

### En club

#### Avec le Paris Saint-Germain
- Vainqueur de la Coupe de France en 2006

#### Avec l'AJ Auxerre
- Vainqueur de la Coupe de France en 2005

#### Avec le Feyenoord Rotterdam
- Vainqueur de la Coupe UEFA en 2002
- Champion des Pays-Bas en 1999
- Vice-champion des Pays-Bas en 2001
- Vainqueur de la Supercoupe des Pays-Bas en 1999

#### Avec l'ASEC Mimosas
- Champion de Côte d'Ivoire en 1997
- Vainqueur de la Coupe de Côte d'Ivoire en 1997

### Distinction personnelle
- Nommé dans l'équipe-type de Ligue 1 en 2005